# Афинский трамвай
Афинский трамвай — вид городского общественного транспорта Афин. Современная система открыта в 2004 году. Эксплуатантом системы была компания ΤΡΑΜ Α.Ε. (Tram S.A.). В июне 2011 года произошло слияние компаний Η.Σ.Α.Π., Α.Μ.Ε.Λ. и ΤΡΑΜ Α.Ε. с образованием компании Σταθερές Συγκοινωνίες Α.Ε. (ΣΤΑ.ΣΥ Α.Ε., Urban Rail Transport S.A., STASY S.A.), подразделения Οργανισμός Αστικών Συγκοινωνιών Αθηνών (Ο.Α.Σ.Α. Α.Ε., Athens Urban Transport Organisation S.A., OASA S.A.).
На данный момент трамвайная система состоит из 3 линий общей протяжённостью 27 километров и включающих в себя 48 остановок:
1) Синтагма-Вула
2) Синтагма-Нео Фалиро(SEF)
3) Нео Фалиро(SEF)-Вула

## История
История Афинского трамвая начинается в 1882 году, когда по городу забегали конки. В 1908 году перешли на электрическую тягу, которая функционировала до 1960 года в центральной части города, а в 1977 году закрылась последняя линия Перама-Пирей.
В период максимального развития трамвайная система насчитывала 21 линию:
- 1: Ακαδημία — Καλλιθέα — Νέο Φάληρο/Έδεμ
- 2: Ομόνοια — Ζάππειο
- 3: Ομόνοια — Πατήσια
- 4: Ομόνοια — Ρουφ
- 5: Ομόνοια — Σταθμός Λαρίσης
- 6: Ομόνοια — Αχαρνών
- 7: Ομόνοια — Αμπελόκηποι
- 8: Ομόνοια — Σεπόλια
- 9: Ομόνοια — Πετράλωνα
- 10: Ιπποκράτους — Βοτανικός

- 11: Ιπποκράτους — Κολοκυνθού
- 12: Ακαδημία — Παγκράτι
- 13: Αμπελόκηποι — Λεωφόρος Αλεξάνδρας — Οδός Πατησίων
- 14: Αμπελόκηποι — Λεωφόρος Αλεξάνδρας — Οδός Χαριλάου Τρικούπη
- 15: Μοναστηράκι — Σύνταγμα — Μαράσλειος
- 16: Ακαδημία — Ακρόπολη — Θησείο
- 17: Άγιος Βασίλειος — Νέο Φάληρο
- 18: Νέο Φάληρο — Οδός Μακράς Στοάς
- 19: Πειραιάς — Φρεαττύδα
- 20: Πειραιάς — Καστέλλα — Νέο Φάληρο
- 21: Άγιος Βασίλειος — Παλαμηδίου
- Κ: Πλατεία Λαυρίου — Αττική

## Современность
На данный момент существуют планы строительства новых трамвайных линий. В первую очередь продление линии до Пирея, а затем и до Перамы. Также рассматривается возможность строительства трамвайной линии от Синтагмы до Ано-Патисия и до Зографос.
По планам городского транспортного управления Афин к 2018 году трамвайная сеть города должна расшириться до 50 километров и ежедневные перевозки достигнуть 200 тыс. человек (ныне 65 тыс.), а количество вагонов увеличиться до 100.